# Tit er jeg glad
"Tit er jeg glad" (eller "Tidt er jeg glad, og vil dog gerne græde") er en dansk sang med tekst af B.S. Ingemann og den gængse melodi af Carl Nielsen.

## Tekst
Teksten er udgivet i 1812 af den forholdsvis unge Ingemann der var blot 22 år.
Den knytter sig til Ingemanns forelskelse i Lucie Mandix som han noget senere skulle blive gift med.
Ingemann var i 1811 flyttet ind på Valkendorfs Kollegium og kunne fra sit værelse se over gaden til Mandix, der var etatsrådsdatter.
Hun boede i Sankt Peders Stræde og de mødtes første gang den 5. marts 1811.
Digtet har fem strofer på hver fire verselinjer. Der er parrim efter rimskemaet AAbb, — i første vers græde/glæde og le/se.
Den havde oprindeligt titlen "Bekjendelser".
I bogen Ingemanns Liv og Digtning noteres det at "Dette lille Digt er ikke 'efter det Svenske', hvilket var tilføiet i første Udgave, som et Slags Maske for den i Digtet udtalte subjective Stemning."
Til digtet hører et citat der tilskrives La Rochefoucauld: "La bienséance est la moindre de toutes les loix et la plus suivie".
Først strofe lyder
Tidt er jeg glad — dog Sjælen kunde græde;

Thi intet Hjerte deler heelt min Glæde.

Tidt er jeg sorrigfuld — og maa dog lee,

At Ingen skal den bange Taare see.
Sidste del af første linje ses også som "og vil dog gjerne græde".
Digtet er beskriver en positiv-negativ modsætning i første og anden verselinje der gentager sig gennem det meste af digtet.
I første linje er det glad over for græde, i tredje verselinje sorrigfuld over for le.
Phillip Faber bemærker at linjerne i første strofe også følger et følelse-handling-mønster. I første verselinje glad (følelse) over for græde (handling).
Jens Christian Grøndahl låner digtets førstelinje til titlen for sin roman fra 2016.

## Melodi
Den svenske komponist Gunnar Wennerberg udgav i 1876 en duet for alt og bas til digtet.
Om denne komposition fortælles at "Sigfrid Wieselgren har i sin bok Vårt Uppsalalif berättat, hvilket intryck för lifvet han fått af att höra värdinnan där och professor Carl Nyblom tillsammans sjunga Wennerbergs duett till Ingemanns ord: 'Tidt er jeg glad'.

### Nielsen
Nielsens melodi er udgivet 1917 og blev udgivet i anden del af Nielsens og Thomas Laubs sangbog En snes danske viser.
Hvornår den er komponeret vides ikke men muligvis i juli 1916.
I sangbogen er Nielsens komposition sat i f-mol og der er angivet tempobetegnelsen "Inderligt".
Nyere sangbøger sætter den ned til d-mol eller helt ned til c-mol.
Toneomfanget er en oktav.
Sangen er hovedsageligt sat i mol, men begynder utraditionel på hvad der kan fortolkes som dominantakkorden.
Der er takter med noget usædvanlig harmoni.
I sjette takt sætter Nielsen en akkord til grundtones durakkord (grundtone og stor terts).
I syvende takt bliver det endnu mere usædvanligt da en akkord er durakkorden til tonen en halv tone højere end grundtonen.
I denne takt spiller melodien også på en tone en halv tone over grundtonen (på ordet skal i første strofe).
Nielsens melodi begynder med en tonegentagelse på kvinten
Tonegentagelsen efterfølges af nedadgående melodifrase, i hvad Phillip Faber kalder en seufzer-bevægelse.
Ordet glad kommer til at ligge på en molakkord (f-mol), mens ordet græde ligger på durakkorder.

## Udgivelser
Digtet er antologiseret i Politiken Digt-Antologi fra 1960
og i Gyldendals Dansk Lyrik fra 1965. Titlen her er "Bekendelser" eller "Bekjendelser"
Laub og Nielsen havde held med deres udgivelse En Snes Danske Viser i 1915 og fortsatte med samarbejdet der resulterede i andet bind i 1917 hvor sangen forekommer.
To andre Nielsen-sange fra dette andet bind har nået rimelig udbredelse: Se dig ud en Sommerdag og Der dukker af Disen min Fædrenejord. Sangen her er med melodi, klaverarrangement og digt.
Denne version er genudgivet som en del af Carl Nielsen Udgaven og den har fået værksnummeret "CNW 216".
Tit er jeg glad er ikke at finde i sangbogen 555 Sange men kom med i udvidelsen 151 andre sange fra 1982 hvor den findes i afsnittet "Kærlighed — i lyst og nød" med tekst, melodi og becifring.
I Edition Wilhelm Hansens blå Sangbogen fra 1988 er den at finde i afsnittet "nyere danske", — her også med tekst, melodi og becifring.
I Højskolesangbogen kom den først med i 18. udgave i 2006.
Tekst, melodi og becifring er gengivet i Phillip Fabers Den danske sang fra 2020. Her findes også Fabers faglige og personlige kommentarer til sangen.
Et arrangement for horn, trompet og eufonium er tilgængelig via International Music Score Library Project.

## Opførsler og indspilninger
Den første registrerede opførsel var i Odd Fellow Palæet i København den 13. april 1917 hvor Emilie Ulrich, Anders Brems og Carl Madsen sang akkompagneret af Salomon Levysohn.
Næste registrerede opførsler var i august 1917 på Ryslinge Folkehøjskole og senere i november i Casinos Koncertsal i København. I Carl Nielsens levetid fik den flere opførsler i Danmark.
Også i udlandet blev den opført.
Carl Nielsen dirigerede koncerter i Göteborg og ved en koncert den 12. februar 1922 opførtes sangen med Sylvia og Poul Schierbeck som solister.
En videooptagelse med Carpark Norths forsanger Lau Højen og DR PigeKoret fra DR Koncerthuset findes.
Det var med et arrangement af Phillip Faber og Henrik Dam Thomsen, som akkompagnerede med klaver og cello.
En videooptagelse findes også med Helene Blum støttet af Aarhus Symfoniorkester i et arrangement af Christoffer Møller.
Til udgivelsen af hans bog Den danske sang sang Phillip Faber til eget klaverakkompagnement.
Ida Wenøe har ved flere lejligheder sunget sangen, både til eget guitarakkompagnement og Gareth Bonellos.
En af hendes versioner indgik i albummet Vega hylder dansk sangskat.
To indspilninger findes med Anne Dorte Michelsen, en med klaver- og strygerakkompagnement og en med rytmisk akkompagnement med saxofon.
En version med Caroline Henderson findes på hendes album udgivet i 2020.
Zenobias version, der veksler mellem solo og flerstemmig sang, er fra albummet Fra fynske kyster.
Flere jazz-indspilninger er gjort. Hess Skou Quartet udgav en indspilning i 1996.
Samme år udgav Maj-Britt Kramer albummet Engang Once: Songs from Denmark med en version, mens Kr. Jørgensen og Jacob Fishers er fra 2000 på Duets. Samme år udgave Christina Nielsen og Carsten Dahl Duo Lys på himlen med den.
Anne Duehold & Henrik Kunz' version findes på albummet Duo fra 2001 mens "Jazz Salme" på albummet Tro er for mig er fra 2002.
Året efter fulgte Maria Hiort Petersens og Lone Selmers to forskellige versioner.
Marie Carmen Koppel, Mads Bærentzen og Peter Vuust udgav albummet Carl Nielsen - Sange i 2005 hvor sangen optræder.

## Vurderinger
I 2018 kom den på en liste over de 100 populæreste sange fra Højskolesangbogen.
Phillip Faber udvalgte Tit er jeg glad som en af sine 20 yndlingssange til bogen Den danske sang.
Han nævner at sangen er populær, blandt andet på efterskoler og tilskriver det at "Ingemann skriver fra et ungt perspektiv."
Man har funderet over hvorfor den først i 2006 kom med i Højskolesangbogen.
Højskolesangbogens kommentator Finn Slumstrup mener at "Når sangen først blev optaget så sent, må det hænge sammen med, at selv om en digter har været død i mere end 140 år, sker der løbende forandringer i den måde, nye generationer læser hans tekster på", mens Phillip Faber spørgende noterer sig "måske er det blevet betragtet som noget elskovssygt pladder og ikke så fint som det, den ældre Ingemann skrev? Måske har tiden ikke været klar til det før da."